# Браун, Хосе Луис
Хосе́ Луи́с Бра́ун (исп. José Luis Brown; 10 ноября 1956, Ранчос, Буэнос-Айрес — 12 августа 2019, Ла-Плата) — аргентинский футболист, выступавший на позиции защитника. Чемпион мира 1986 года. Участник Кубков Америки 1983, 1987, 1989 годов.

## Биография
Браун — воспитанник клуба «Эстудиантес», за который выступал первую половину своей карьеры футболиста. Вместе со «львами» Браун выиграл два чемпионата Аргентины. В 1986 году, уже будучи игроком колумбийского «Атлетико Насьоналя», Браун стал чемпионом мира. Причём в финальной игре он открыл счёт, забив свой единственный мяч за карьеру в сборной. За сборную Аргентины выступал с 1983 по 1990 год, провёл 36 матчей и забил один гол.
По окончании карьеры игрока стал тренером. Сначала некоторое время работал помощником тренера и тренером вторых команд у Оскара Руджери в «Сан-Лоренсо» и у Карлоса Билардо в «Боке Хуниорс». Затем действовал в тренерском тандеме с Эктором Энрике в двух клубах — «Альмагро» и «Нуэва Чикаго».
В конце 2007 года возглавил сборную Аргентины среди футболистов до 17 лет. В его обязанности входило взаимодействие с тренером сборной до 20 лет — бывшим партнёром по сборной времён игровой карьеры Серхио Батистой. Хосе Луис Браун вошёл в тренерский штаб сборной Аргентины на пекинской Олимпиаде, помогая Батисте. Сборная Аргентины во второй раз подряд стала олимпийским чемпионом.

## Достижения
- Чемпион Аргентины (2): 1982 (Метрополитано), 1983 (Насьональ)
- Чемпион мира (1): 1986